# Seymur Nasirov
 (mai 2023).
Pour les articles homonymes, voir Nasirov.
Seymur Nasirov (en azéri : Seymur Rahim oğlu Nəsirov), né en 1976 dans le village Chuvi de la région d’Astara (Azerbaïdjan), est un chercheur scientifique, président de l’Union des Organisations de Diaspora azerbaïdjanaises en Égypte.

## Biographie
Seymur Nasirov Rahim oghlu est né en 1976 dans le village de Chuvi de la région d'Astara. En 1994, il est diplômé de l'école secondaire du village de Chuvi, en 1998 de l'Université islamique de Bakou et en 2002 de la Faculté d'études islamiques et de langue arabe de l'Université al-Azhar. En 2006, il est autorisé de donner des fatwas après avoir étudié pendant quatre ans au bureau égyptien de la fatwa. En 2011, il est diplômé avec mention de l'Open American University du Caire, avec une spécialisation en langue et littérature arabes. La thèse de maîtrise est consacré à l’étude de l'histoire de la langue et de la littérature arabes en Azerbaïdjan.

## Activité publique
En 2007, il est l'un des fondateurs et directeur de la Fondation Halga pour la revitalisation du patrimoine et le développement local. Depuis 2008, il est responsable des affaires des étudiants étrangers à l'association caritative "Gawafil al-Khair wa al-Amal". Depuis 2011, Misir al-He est à la tête de la Fondation Khair pour les étudiants étrangers. Depuis 2017, il enseigne la langue azerbaïdjanaise à la Faculté de littérature de l'Université du Caire. En 2017, il est président de l'Union des Organisations de la diaspora d'Azerbaïdjan en Égypte, dont il a fondé Vatanparvar. Le 29 septembre 2019, il fonde à son initiative la Société de l'amitié Égypte-Azerbaïdjan, avec des Égyptiens bien connus en Égypte et dans le monde, et qui ont une grande influence près de l'Azerbaïdjan.

## Activité  scientifique
Seymur Nasirov  participe activement à l’organisation des évènements suivants :
- En 2011 le symposium « Connaître l'Azerbaïdjan » organisé à la Faculté des lettres de l'Université du Caire,
- En 2012 « 20 ans d'établissement de relations diplomatiques entre l'Azerbaïdjan et l'Égypte : acquis et perspectives » qui a lieu à l'Université d'Azhar
- En 2014, la Conférence « Le présent et l'avenir de l'Azerbaïdjan » à la Faculté des sciences politiques et Économie de l'Université du Caire

La Ligue arabe 2017, l'UNESCO et l'Université Al-Azhar, le forum international« "Lutte conjointe contre le radicalisme et renforcement du dialogue ».
Il est membre du comité de rédaction de la rubrique « Sciences philologiques et pédagogiques » de la revue internationale de recherche philosophique et interdisciplinaire Métaphysique, à partir du 15e numéro.
En 2020, S. Nasirov termine ses études de doctorat à l’Université américaine au Caire. Le sujet de recherche est « Les efforts des scientifiques azerbaïdjanais au service de la science arabe ». Ses travaux scientifiques sont dirigés par des scientifiques de haut niveau invités de l'Université Al-Azhar.